# Rocket Knight
Rocket Knight — псевдотрёхмерный платформер, разработанный Climax Studios и выпущенный Konami для платформ Xbox 360, PlayStation 3 и Microsoft Windows в 2010 году. Игра является возрождением серии Sparkster и сиквелом Sparkster: Rocket Knight Adventures 2.

## Игровой процесс
Игра работает в слегка уменьшенном ракурсе, позволяя управлять главным героем — опоссумом Спаркстером, имеющим ракетный ранец и меч. Герой не может с помощью своего ракетного ранца подыматься вверх, но способен на время держать определённую высоту. Также он может стрелять снарядами малой дальности и пробивать определённые поверхности, просверливая их. Как и в предыдущие играх серии, игрок в определённых местах столкнётся с элементами сайд-скроллинга, где Спаркстер сможет использовать свой ракетный ранец для преодоления препятствий. На пути героя будут находиться несколько предметов и усилений, за обнаружение которых можно получить очки и бонусы к здоровью.

## Сюжет
Спаркстер, возвратившийся в родное королевство Зефир, обнаруживает, что король разрешил поселиться свиньям из Девотиндосской империи во главе с генералом Свинхартом. Предупредив правителя о неразумности подобного шага, герой вместе со своей решает переехать в другое место, уже не считая себя полезным Зефиру.
Через пятнадцать лет перед королевством возникла новая угроза: свиньи и опоссумы вынуждены совместно воевать с волками, а в роли Ракетного Рыцаря выступает заклятый враг Спаркстера Аксель Гир. Подозревая неладное, герой снова примеряет свой боевой костюм и отправляется на финальную битву с лидером волков. После поражения захватчиков Свинкстер неожиданно внезапно нападает на королевство Зефир, из-за чего Спаркстер должен вернуться на родину и победить девотиндоссцев.

## Отзывы
| Сводный рейтинг | Сводный рейтинг | Сводный рейтинг |
| Издание         | Оценка          | Оценка          |
| Издание         | PS3             | Xbox 360        |
| --------------- | --------------- | --------------- |
| GameRankings    | 70,33 %         | 73,32 %         |

Агрегатор рецензий Metacritic даёт следующую средневзвешенную оценку: PC-версия — 63 % (на основе четырёх обзоров), PlayStation 3 — 70 % (16 обзоров), Xbox 360 — 72 % (28 обзоров).